# Аналлагматическая геометрия

Направленная окружность, определённая линейным элементом

Аналлагмати́ческая геоме́трия на плоскости — обширный раздел геометрии, изучающий свойства фигур, сохраняющихся при аналлагматических преобразованиях, то есть преобразованиях, переводящих окружности в окружности. Иногда под аналлагматической геометрией понимают только её часть на расширенной плоскости.
Синонимы: аналагматическая геометрия (устаревший); конфо́рмная геоме́трия (как частный двумерный случай); кругова́я геоме́трия; геоме́трия окру́жностей.
Аналлагматическая геометрия на плоскости имеет три следующие основные ветви:
- точечная аналлагматическая геометрия с точечными аналлагматическими (круговыми) преобразованиями на расширенной плоскости➤ (принципы заложены немецким математиком Августом Фердинандом Мёбиусом (1790—1868));
- осевая аналлагматическая геометрия осевыми аналлагматическими (круговыми) преобразованиями на расширенной плоскости➤ (принципы заложены французским математиком Эдмоном Лагерром (1834—1886));
- касательная аналлагматическая геометрия касательными аналлагматическими (круговыми) преобразованиями на расширенной плоскости➤ (принципы заложены норвежским математиком Софусом Ли (1842—1899)).

По причине широкой известности точечной аналлагматической геометрии именно её называют иногда просто аналлагматической, или конформной, геометрией, а плоскость, расширенную одной бесконечной точкой, круговой, или конформной, или аналлагматической, плоскостью.

## Определение аналлагматической геометрии
Аналлагматическая геометрия на плоскости — обширный раздел геометрии, изучающий свойства фигур, сохраняющихся при преобразованиях, переводящих окружности в окружности. Иногда под аналлагматической геометрией понимают только её часть на расширенной плоскости.
Иногда используются следующие синонимы на расширенной плоскости: конфо́рмная геоме́трия (как частный двумерный случай); то́чечная кругова́я геоме́трия; геоме́трия окру́жностей.
Расширенная плоскость в данном случае получена добавлением к обычной плоскости «бесконечно удалённой точки». Этот частный случай расширенной плоскости называется круговой, или конформной, или аналлагматической, плоскостью.
Содержание настоящего материала переносится с геометрии окружностей на геометрию сфер почти без принципиально новых идей.
Аналлагматическая геометрия на плоскости имеет три следующие основные ветви:
- точечная аналлагматическая геометрия с точечными аналлагматическими (круговыми) преобразованиями на расширенной плоскости➤ (принципы заложены немецким математиком Августом Фердинандом Мёбиусом (1790—1868));
- осевая аналлагматическая геометрия осевыми аналлагматическими (круговыми) преобразованиями на расширенной плоскости➤ (принципы заложены французским математиком Эдмоном Лагерром (1834—1886));
- касательная аналлагматическая геометрия касательными аналлагматическими (круговыми) преобразованиями на расширенной плоскости➤ (принципы заложены норвежским математиком Софусом Ли (1842—1899)).

Эти три аналлагматические геометрии обладают следующими особенностями:
- точечная аналлагматическая геометрия:

- основной элемент — точка;
- окружность задаётся как множество точек;
- прямая считается частным случаем окружности;
- прямые и окружности равноправны;

- осевая аналлагматическая геометрия;

- основной элемент — прямая;
- окружность задаётся как множество прямых;
- точка считается частным случаем окружности;
- точки и окружности равноправны;

- касательная аналлагматическая геометрия.

- основной элемент — линейный элемент;
- окружность задаётся как множество линейных элементов;
- прямая и точка считаются частными случаями окружности;
- прямые, точки и окружности равноправны.

## Точечная аналлагматическая геометрия
То́чечная аналлагмати́ческая геоме́трия на расширенной плоскости — одна из трёх основных ветвей аналлагматической геометрии, изучающий свойства фигур, сохраняющихся при точечных круговых преобразованиях, то есть точечных преобразованиях, переводящих окружности в окружности.
Синоним: аналлагмати́ческая геоме́трия Мёбиуса.

Окружность как множество точек

Окружностью называется множество всех точек плоскости таких, что они удалены от фиксированной точки плоскости на одно и то же расстояние. Это расстояние называется радиусом окружности, а фиксированная точка — центром окружности.
Если радиус окружности равен нулю, то она вырождается в окружность нулевого радиуса — точку. Обычная окружность с положительным радиусом называются собственной окружностью. Точки и собственные окружности называются окружностями конечного радиуса.
Если радиус окружности устремить к бесконечности, то она вырождается в окружность бесконечного радиуса — прямую. Прямые и собственные окружности называются окружностями ненулевого радиуса.
Если радиус окружности устремить к бесконечности, то она вырождается в окружность бесконечного радиуса — прямую. Прямые и собственные окружности называются окружностями ненулевого радиуса.
Обобщающее определение окружности следующее: окружностями называются собственные окружности, точки и прямые.
Две окружности называются касающимися, если они имеют только одну общую точку, а именно:
- две собственные окружности касаются, если они имеют только одну общую точку;
- собственная окружность и прямая касаются, если они имеют только одну общую точку;
- собственная окружность и точка касаются, если точка лежит на окружности;
- прямая и точка касаются, если точка лежит на прямой;
- две прямые касаются, если они параллельны.

Все случае касания окружностей на плоскости
Касание двух собственных окружностей
Касание собственной окружности и прямой
Касание собственной окружности и точки
Касание прямой и точки
Касание двух прямых

Бесконечно удалённой точкой называется предел, к которому стремится точка, неограниченно удаляющаяся по прямой на плоскости в любом направлении. Бесконечно удалённая точка (любая прямая плоскости) инцидентна любой прямой плоскости (бесконечно удалённой точке). Бесконечно удалённая точка устраняет различие между окружностями и прямыми, поскольку прямые с бесконечно удалённой точкой замкнуты, они «замыкаются в бесконечности».
Расширенной, или круговой, или конформной, или аналлагматической, плоскостью называется плоскость, расширенная одной бесконечно удалённой точкой. Это понятие — математическая абстракция, наряду с понятием обычной бесконечной плоскости.

Точечным круговым преобразованием, или круговым преобразованием, или преобразованием Мёбиуса, называется преобразование круговой плоскости, отображающее прямые и окружности снова в прямые и окружности, то есть отображающее в себя множество всех окружностей ненулевого радиуса.
Множество всех точечных круговых преобразований совпадает с множеством дробно-линейных преобразований плоскости.
Группой точечных круговых преобразований называется множество всех точечных круговых преобразований, а также множество всех касательных круговых преобразований. Группы точечной аналлагматической геометрии и касательной аналлагматической геометрии совпадают.

## Осевая аналлагматическая геометрия

### Определение осевой аналлагматической геометрии
Осева́я аналлагмати́ческая геоме́трия на расширенной плоскости — одна из трёх основных ветвей аналлагматической геометрии, изучающий свойства фигур, сохраняющихся при осевых круговых преобразованиях, то есть осевых преобразованиях, переводящих окружности в окружности.
Синоним: геоме́трия Лаге́рра.
Свойства точек аналогичны свойствам прямых, например:
- точку (прямую) можно задать двумя прямыми (точками)
- точки (прямые), лежащие между двумя фиксированными точками (прямыми), инцидентными некоторой прямой (точке), составляют отрезок (угол);
- три вершины (стороны) треугольника инцидентны описанной (вписанной) окружности.

Окружность можно определять разными способами: в точечной аналлагматической геометрии — как множество точек, принадлежащих окружности; в осевой аналлагматической геометрии — как множество прямых, касательных к окружности.
Окружности и точки в осевой аналлагматической геометрии понимаются следующим образом.
Окружность — множество всех прямых плоскости, равноудалённых от фиксированной точки плоскости. Эта фиксированная точка — центр окружности, а расстояние от центра до прямых — радиус окружности.
Точка — множество всех прямых плоскости, проходящих через эту точку. Другими словами, точка — это окружность нулевого радиуса.

Геометрические образы, определяемые прямыми
Окружность
Точка

### Направленная окружность и направленная прямая
Понятие окружности приходится уточнять по той причине, что сходство между окружностью точечной аналлагматической геометрии как множеством точек и окружностью осевой аналлагматической геометрии как множеством прямых в общем случае нарушается, например, по следующим причинам:
- у двух окружностей есть до двух общих точек, но до четырёх общих касательных прямых;
- для двух точек центры окружностей, через них проходящих, лежат на одной прямой, но для двух прямых центры окружностей, их касающихся, лежат на двух прямых;
- три точки лежат на одной окружности, но три прямые касаются четырёх окружностей.

Для устранения этих нестыковок вводят следующие понятия.
Направленная окружность, или цикл, — окружность, для которой окончательно выбрано одно из двух направлений.
Направленная прямая, или ось, — прямая, для которой окончательно выбрано одно из двух направлений.
Две направленные окружности касаются, если их направления в общей точке совпадают. Направленная окружность и направленная прямая касаются, если их направления в общей точке совпадают. Две направленные прямые параллельны, если их направления совпадают.

Касание направленных окружностей
Касающиеся направленные окружности
Не касающиеся направленные окружности, касающиеся как обычные окружности

Итак, цель введения направленных окружностей и прямых достигнута, поскольку:
- у двух направленных окружностей есть до двух общих касательных направленных прямых;
- для двух направленных прямых центры направленных окружностей, их касающихся, лежат только на одной прямой;
- три направленные прямые касаются только одной направленной окружности.

### Осевое преобразование
Осевым преобразованием плоскости называется преобразование направленных прямых плоскости, то есть преобразования плоскости, которые отображают любую направленную прямую снова в направленную прямую. В общем случае осевое преобразование не переводит точки опять в точки: если точка — это множество проходящих через неё направленных прямых, то осевое преобразование может отобразить эту точку в некоторую кривую, задаваемую своими касательными — образами направленных прямых, проходящих через точку. Аналогично точечное преобразование отображает прямую как множество её точек в некоторую кривую, задаваемую отображёнными точками.
Осевым круговым преобразованием, или преобразованием Лагерра, называется осевое преобразование, отображающее любую направленную окружность ограниченного радиуса снова в направленную окружность ограниченного радиуса, то есть отображают множество касательных любой окружности снова в множество касательных некоторой окружности.
Предложение 1. Множество всех осевых круговых преобразований образуют группу.
Доказательство. Для этого множества выполняются все три аксиомы группы, так как осевые круговые преобразования — это преобразования в множестве направленных прямых плоскости:
- тождественное преобразование — круговое, поскольку отображает любую окружность в себя;
- для преобразования, отображающего окружности в окружности, обратное ему преобразование — тоже круговое;
- если два преобразования отображают окружности в окружности, то их последовательное выполнение также окружности в окружности.□

Группой осевых круговых преобразований называется множество всех осевых круговых преобразований.

## Касательная аналлагматическая геометрия

### Определение касательной аналлагматической геометрии
Каса́тельная аналлагмати́ческая геоме́трия на расширенной плоскости — одна из трёх основных ветвей аналлагматической геометрии, изучающиая свойства фигур, сохраняющихся при касательных круговых преобразованиях, то есть касательных преобразованиях, переводящих окружности в окружности.
Синонимы на расширенной плоскости: конта́ктная аналлагмати́ческая геоме́трия; кругова́я аналлагмати́ческая геоме́трия; аналлагмати́ческая геоме́трия прикоснове́ний; аналлагмати́ческая геоме́трия Ли.
Точечная аналлагматическая геометрия имеет следующие особенности рассмотрения своих элементов:
- окружность — это множество точек, как говорится, их геометрическое место;
- прямая — частный случай окружности;
- основные элементы геометрии суть точки, в частности, рассматриваются только точечные преобразования круговой плоскости, то есть переводящие точки снова в точки, одна из которых — бесконечно удалённая.

Осевая аналлагматическая геометрия основными элементами имеет не точки, а прямые:
- окружность — это множество прямых линий;
- точка — частный случай окружности;
- основные элементы геометрии суть прямые.

Касательная аналлагматическая геометрия представляет собой более общую теорию по сравнению с двумя предыдущими аналлагматическими геометриями — точечной и осевой, поскольку в ней и точки, и прямые суть частные случаи окружности. При этом по-прежнему:
- как и в точечной аналлагматической геометрии имеется бесконечно удалённая точка;
- как и в осевой аналлагматической геометрии прямые и окружности имеют направление.

### Линейный элемент
По причине того, что в касательной аналлагматической геометрии ни точки, ни прямые ничем не выделяются из окружностей, понимаемых в смысле этой геометрии, основной элемент здесь — линейный элемент.

Линейный элемент

Линейный элемент — пара геометрических образов: точка и направленная прямая, проходящая через эту точку. Другими словами, линейный элемент — это точка и направление, заданное в этой точке. Бесконечно удалённый линейный элемент — пара геометрических образов: бесконечно удалённая точка плоскости и направление, которое определяется любой направленной прямой (параллельные прямые задают одно направление).
Окружности, точки и прямые в касательной аналлагматической геометрии понимаются следующим образом:
- направленной окружностью называется множество всех линейных элементов, каждый из которых определяется точкой этой окружности и касательной прямой к окружности в этой точке, причем направление линейного элемента совпадает с направлением окружности;
- точкой называется множество всех линейных элементов, каждый из которых имеет в своём составе эту точку;
- направленной прямой называется множество всех линейных элементов, каждый из которых определяется точкой этой прямой и направлением прямой.

Геометрические образы, определяемые линейными элементами
Направленная окружность
Точка
Направленная прямая

Две направленные окружности, касающиеся по линейному элементу

Касающимися окружностями называются окружности, имеющие общий линейный элемент. Возможны следующие шесть разных пар геометрических элементов, представляющих собой две касающиеся окружности:
- две касающиеся направленные окружности;
- направленная окружность и направленная прямая, у которых в точке касания совпадают направления;
- две параллельные прямые, то есть прямые, которые не пересекаются и одинаково направлены;
- точку и проходящую через неё направленную окружность с любым направлением;
- точку и проходящую через неё направленную прямую с любым направлением;
- бесконечно удалённую точку и произвольную направленную прямую

### Касательное преобразование
Касательным преобразованием, или преобразованием Ли, называется преобразование в множестве линейных элементов, отображающее любую кривую снова в некоторую кривую, другими словами, отображающее множество линейных элементов любой направленной кривой снова в множество линейных элементов некоторой направленной кривой. При этом, если кривые касаются, то касательное преобразование отображает их снова в касающиеся кривые. Именно это свойство переводить касательные окружности в касательные и дало название касательному преобразованию и касательной геометрии. Пример касательного преобразования — подерное преобразование.
Касательным круговым преобразованием, или круговым преобразованием Ли, называется преобразование в множестве линейных элементов, отображающее любую окружность снова в некоторую окружность, другими словами, отображающее множество линейных элементов любой направленной окружности снова в множество линейных элементов некоторой направленной окружности. При этом, если окружности касаются, то касательное аналлагматическое преобразование отображает их снова в касающиеся окружности. Именно это свойство переводить касательные окружности в касательные и дало название касательному круговому преобразованию и касательной круговой геометрии.

### Группа точечных круговых преобразований
Группой точечных круговых преобразований называется множество всех касательных круговых преобразований, а также множество всех точечных круговых преобразований. Группы касательной аналлагматической геометрии и точечной аналлагматической геометрии совпадают.
Точечные круговые преобразования и осевые круговые преобразования суть частные случаи касательных круговых преобразований, поэтому можно считать, что точечные и осевые круговые преобразования — это те касательные круговые преобразования, которые переводят соответственно точки в точки и прямые в прямые. Также имеются касательные круговые преобразования, точки и прямые не сохраняющие, которые можно получить, например, сделав сразу несколько как точечных, так и осевых круговых преобразования.
Предложение. Любое касательное круговое преобразование есть композиция, то есть последовательно применение нескольких точечных и осевых круговых преобразований.
Задача Аполлония. Если в задаче Аполлония три окружности направленные, то эта задача может иметь до двух решений. Отсюда следует, что в случае ненаправленных окружностей задача Аполлония может иметь до восьми решений, так как направления трёх окружностей можно выбрать восемью способами.

### Комментарии
1. 1 2 3 4 5 6 7 8  Имеется перевод на английский язык.
2. 1 2 3  Имеется перевод на французский язык.